# Minamiise
Minamiise (南伊勢町, Minamiise-chō) est un bourg du district de Watarai, situé dans la préfecture de Mie, au Japon.

## Géographie

### Démographie
Au 1er février 2015, la population de Minamiise s'élevait à 12 939 habitants répartis sur une superficie de 241,89 km2.

## Histoire
La création de Minamiise date d'octobre 2005 après la fusion des anciens bourgs de Nansei et Nantō.